# Reggae
A reggae (ejtsd: regi) egy könnyűzenei műfaj, amely az 1960-as években fejlődött ki Jamaicában.
A reggae megnevezést tágabb értelemben szokták használni az összes jamaicai zenére, beleértve a ska, rocksteady, dub, dancehall és ragga műfajokat is. Ez a kifejezés használatos még egy külön stílusra ami az 1960-as évek végén jött létre. A reggae alapját egy különleges ritmus adja, aminek fő jellemzője a taktusok közötti hullámzás.
A reggae zene őshazája Jamaica. Itt fejlődött ki ez különleges, sokszínű és valamennyi könnyűzenei irányzatot megihlető zene stílus. Mint látni fogjuk, rengeteg változáson ment keresztül ezen félévszázad alatt. De hogy jobban megértsük, kezdjük a legelején.
Mint sok helyen, Jamaicában is a népzene nagy hatással volt a könnyűzene kialakulására. Leginkább a gyarmatosítás alatt kialakított ültetvényeken dolgozók afrikai eredetű dalai, de a vallásos ihletésű zenék is, mint pl. a Pocomania egyház énekei, tettek szert népszerűségre. Ezekből alakult ki a mento zene, melyet sokan csak jamaicai calypso-ként emlegetnek. Ez volt az első zenei irányzat melyekből hangfelvételek készültek az 50-es évek elején. Az afro-kubai zenék, mint pl. a rumba, bolero és a mambo is nyomot hagytak a jamaicai zenén, de leginkább az amerikai rhythm and blues ritmusára hangolódtak rá a jamaicaiak.
Az 50-es évek közepén, amikor a technika már elért egy kezdetleges szintet, megjelentek az első sound system-ek, amik helyettesítették az élő zenekarokat. Ezek nem voltak mások, mint nagy hangfalakkal és erősítőkkel ellátott lemezjátszók, melyeket először csak báltermekben állítottak fel, majd pedig teherautók platójára elhelyezve, ún. mobil diszkóvá alakultak át. Jamaicában a mai napig ez a legkedveltebb formája a zene élvezetének. Miután egy jó pár ilyen sound system járta Kingstont (Jamaica fővárosát) és környékét, nagy rivalizálás kezdődött, hogy ki játssza a menőbb zenéket és ki tud nagyobb közönséget gyűjteni. A legismertebbek talán a Tom the Great Sebastian, a Sir Coxsone's Downbeat (Clement Seymour Dodd tulajdona), a Trojan (Duke Reid tulajdona) és a Giant (Vincent "King" Edwards tulajdona) voltak. A sound system üzemeltetők (selector-ok) mindig a legújabb lemezeket szerezték be Amerikából. Sokszor lekaparták a lemez címkéjét, hogy a rivális sound system-ek kémjei ne tudják kifigyelni, hogy ők milyen zenékkel rendelkeznek.
De sajnos a rhythm and blues kettévált: soul-ra és rock and roll-ra, és ezek már nem voltak népszerűek Jamaicában, így gyorsan elkezdtek saját maguk gyártani hasonló zenét. Egy ideig követték az amerikai sablont, de aztán hamar kialakult az egyéni hangzás, az erős ritmus gitár zakatoló hangzásának és a lábdob hangsúlyának a harmadik ütemre helyezésének köszönhetően. Ez lett a ska, ami hivatalosan 1961-től 1967-ig volt a meghatározó zenei stílus Jamaicában. A fentebb említett sound system tulajdonosokból lettek az első ska producerek, akik olyan nagyszerű előadókat rögzítettek lemezre, mint pl. Delroy Wilson, Jiving Juniors, Alton Ellis, Lord Creator és Prince Buster. Ez a zenei irányzat elérte Angliát is, a világhírű "My Boy Lollipop" számmal Millie Small előadásában. A 70-es évek végén egyébként egy új mozgalomnak (a 2 Tone-nak) köszönhetően újra felfedezték a ska zenét, melynek legismertebb alakjai a máig is működő Madness és Specials együttesek. De visszatérve Jamaicába, a 60-as évek egyik meghatározó ska zenekara a Skatalites volt, ami az Alpha School árvaház növendékeiből alakult. Az őket nevelő apácák az elején rossz szemmel nézték a fiatalok törekvését, de az elismerést követően a Skatalites lett a legjobb reklám az árvaházuk számára. A Skatalites tagjai rendkívül képzett jazz zenészekből állt, köztük: Roland Alphonso, Tommy McCook, Don Drummond, Lloyd Brevett, Jah Jerry, Ernest Ranglin és Jackie Mittoo. Sajnos közülük már többen eltávoztak tőlünk, de új formációban még ma is koncerteznek világszerte. Tehát a legtöbb stúdióban ők szolgáltatták a háttérzenét az énekesek számára.
1966 körül a ska-t felváltotta a kicsit lassabb ritmusú rocksteady, melyet a finoman kidolgozott basszusgitár futamok jellemeznek. A ska vad ritmusa lelassult egy kellemes, fülbemászó dallamokkal fűszerezett zenére. Legelőször Duke Reid Treasure Isle nevű stúdiójában készültek ilyen felvételek. Köztük voltak Alton Ellis, a Paragons, a Melodians és Joya Landis slágerei. Más producerek, mint pl. Coxsone Dodd, Sonia Pottinger és Prince Buster is kifejlesztették az egyéni hangzású rocksteady-jeiket.
De 1968 volt az az év, amikor a hosszabb életű reggae bejött a képbe. Igaz, hogy a jamaicai zene összefoglaló neve a REGGAE, de azon belül ki kell emelni ezt a stílust, mely merőben különbözik a többitől. Az első felvételek között volt Larry & Alvin "Nanny Goat" c. száma, illetve a Beltones "No More Heataches" c. slágere. A reggae abban különbözik a rocksteady-től, hogy sokkal finomabbak benne a hangzások, és az egész zene a dob és a basszus gitár alapjára támaszkodik. A ritmus lassítása talán annak is köszönhető volt, hogy az énekesek és a zenészek nagy számban tértek át a rasztafarianizmusra, melynek egyik lényeges sarokpontja a meditáció (reasoning), amit a ganja és a lassú lüktetésű reggae zene hivatott segíteni. A reggae zene kitört Jamaicából. Először Angliába ért el a kivándorolt jamaicai kolóniának köszönhetően. Így a 70-es évek legelején már az angolok is hallgathatták élőben Desmond Dekker-t és Jimmy Cliff-et, többek között. Szintén egy angol úriembernek köszönhető az, hogy a reggae zene nemcsak Jamaicában és Angliában lett népszerű, hanem az egész világon. ő nem más, mint Chris Blackwell, az Island Records alapítója, aki legelőször Bob Marley és a Wailers csapatot előlegezte meg bizalmával és adta ki első lemezüket 1973 tavaszán, aminek felvételeit 4000 fontból kellett megoldaniuk. Abban az időben sokak szerint a reggae zene kezdetleges volt, és nem látták annak az esélyét, hogy bármely reggae zenekar nagyszámú rajongótáborra tudna szert tenni Jamaicán kívül. Ennek ellenkezője bizonyosodott be Bob Marley és a Wailers-szel, Burning Spear-rel, Third World-del és az első Grammy díj nyertes Black Uhuru-val. A 70-es évek végére a reggae világszerte elismert könnyűzenei műfaj lett. Időközben különböző "altípusai" alakultak ki, mint pl. skank, dub, rockers, steppers, lovers rock és a dancehall.
Ezek közül talán a dub a legérdekesebb. Ez a reggae fajta a stúdiók keverőpultjain született meg. Először csak instrumentális zeneként (version), ami azt jelentette, hogy egy eredeti reggae zenéről a vokált eltávolították, majd pedig különböző visszhang effektekkel megspékelve és újra keverve az egész számot készítettek egy új mixet. Ezt a technikát először King Tubby alkalmazta, majd pedig Lee Perry. Ma már nem csak stúdióban állítják elő a dubot, hanem zenekarok élőben is játsszák. Talán a legjobb példa az erre specializálódott Dub Syndicate, akinek alapító tagja Adrian Sherwood is a jamaicai nagyoktól tanulta meg a fortélyokat.
1981-ben bekövetkezett egy nagy tragédia a reggae zene történetében. Az addigi reggae zene koronázatlan királya, Bob Marley rákban meghalt. A gyász után mindenki találgatta, hogy vajon ki méltó arra, hogy a helyét elfoglalja, de a mai napig nem ért nyomába senki. Minden esetre Bob Marley sikereit megközelítette Peter Tosh (ex-Wailers), Dennis Brown, Gregory Isaacs és a két afrikai reggae sztár Lucky Dube és Alpha Blondy. A Bob Marley-t kísérő zenekar, a Wailers Band pedig a mai napig is járja a világot (egy új énekessel) és hírdeti a reggae "igéjét".
A reggae zenéből kialakult másik érdekes zenei stílus a dancehall, mely leginkább a sound system lemezlovasainak szövegelésére (deejaying) épül. A 70-es években Big Youth, U Roy és I Roy vitte a pálmát ebben a műfajban. Egyébként ebből alakult ki a 80-as évek elején Amerikában a rap. Majd jött a fiatalabb, energikusabb generáció, köztük General Echo, Barrington Levy és a világszerte közkedvelt Yellowman.
1985-ben Prince (majd később King) Jammy stúdiójában az egyik billentyűs zenész a Casio szintetizátorán játszadozva felfedezett egy jópofa, előre betáplált ritmust. Egy kicsit felgyorsítva azt, Wayne Smith egyből rá is énekelte az "Under Me Sleng Teng" c. számot. Ezt kislemezen kiadva a reggae zene ismét forradalmasítva lett, megjelent a digitális alapú reggae. Több se kellett, pár hónapon belül legalább 200 különböző dal született ugyanerre a ritmusra. Ez jelentette a fejlődést a dancehall irányzat számára is. A deejay társadalom átlovagolt a digitális technikára. Ma már nem ismeretlen Shabba Ranks, Beenie Man, Bounty Killer és Buju Banton neve sem, hiszen ők lettek a dancehall raggamuffin világsztárjai. Ma már nagyon nehéz, szinte lehetetlen követni a kislemezek kiadásait, hiszen naponta több tucat új dal születik a jamaicai stúdiókban, sokszor ugyanarra a ritmusra több előadó is felénekel egy saját dalt. Ma a dancehall zene hódít Jamaicában, ami nem csak a raggamuffint, de a digitális alapú lovers rock-ot és reggae-t is magába foglalja. Az igazi roots reggae sem merült feledésbe, hiszen még sokan, mint pl. Burning Spear, Israel Vibration és a Culture is megörvendezteti közönségét egy-egy új lemezzel.
Angliában Jah Shaka és Mad Professor áldásos tevékenységének köszönhetően a dub zene hódított nagy közönséget. De a fiatalok úgy gondolták, hogy a techno zene alapjaival összekeverve egész jó bulizós zenéket lehet kihozni. Így született meg a jungle és a drum and bass. De ezek már egy kicsit távolabb állnak a reggae zene gyökereitől.
Ma már nehéz meghatározni, hogy mi a reggae zene... Rengeteg irányzata van és ugyanakkor számtalan zenei stílussal ötvözik. De ha igazi, autentikus reggae-t keresünk, akkor mindig is vissza kell nyúlni a gyökerekhez. Vagyis csak eredeti jamaicai előadókat kell keresnünk, mert csak ott lehet felfedezni, hogy mitől reggae a reggae. Sajnos a média hatalma nagy és akarva-akaratlanul rátűzi egyes popzenékre a reggae címet. Éppen ezért járjunk nyitott szemmel és ne engedjük félre vezetni magunkat. A határvonal nagyjából a UB40 együttesnél húzható meg. E fölött minden reggae, s alatta csak gyenge utánzatok és próbálkozások vannak.
Ma már a világ sok országában alakultak és remélhetőleg még alakulnak reggae zenét játszó zenekarok. Hazánkban a legismertebb ebben a műfajban a Ladánybene 27, akik több mint 19 éves múltra tekintenek vissza. ők is végig járták a reggae zene iskoláit a ska-tól kezdve a raggamuffinig. Véleményem szerint érdemes őket hallgatni! Az újabb generációk is igyekeznek felzárkózni az élvonalhoz. Reméljük minél előbb és minél sikeresebben.
És hogy ne essünk tévedésbe a reggae zene nem csak Bob Marley-ból áll. Rengeteg jó reggae előadó és zenekar létezett és létezik, akiktől érdemes beszerezni lemezeket. Aki kezdő ebben a témában, azoknak ajánlom hogy nagyobb reggae kiadók, mint pl. az Island/Mango, RAS és Heartbeat által kiadott válogatásokkal kezdjék, és abból kiindulva, mindenki a maga ízlésének megfelelő előadótól vásároljon lemezt.
Még annyit elmondanék, hogy Jamaicában a reggae zene nem a nagylemez kiadásokon alapszik. Annál inkább a nap, mint nap megjelenő több tucat kislemez határozza meg a zenei izlést. Hiszen a frissen kiadott kislemez azonnal hallható a rádiókban és este a sound systemek lemezjátszóin. Tehát sokszor olyan ritka és értékes felvételek vannak forgalomban, melyek nagylemezeken szinte soha nem is jelennek meg. Több reggae előadó szinte csak kislemezen jelenik meg. De mivel az európai és amerikai lemezvásárlási kultúra a nagylemezekre hagyatkozik, néha kiadnak egy-egy teljes lemezt, melyre újabb dalok között a nagyobb slágerek is felkerülnek.

## Eredete
Eredete fellelhető az afrikai karibi zenében, de ugyanakkor az amerikai R&B zenében is. Előfutára a ska és a rocksteady volt a '60-as években. 1963-ban Jackie Mittoo a The Skatalites nevű skaegyüttes zongoristája felkérést kapott Coxsone Dodd producertől, hogy gyűjtsön össze zenészeket és csináljon eredeti zenét a Studio One stúdióban. Mittoo, a dobos Lloyd Knibbs segítségével a tradicionális ska ütemet is felhasználta a reggae-hez, ám a folyamat végére a ritmus lelassult. A reggae-t később Bob Marley tette világszerte népszerűvé, aki karrierje kezdetén a rocksteady műfajban is alkotott. A '60-as évek végére a reggae-t már az Egyesült Királyságban is játszották a rádióban, John Peel műsorában.
A "reggae" szót először a Toots and the Maytals nevű skaegyüttes használta egyik albumuk címében: "Do the Reggay".

## Stílusok

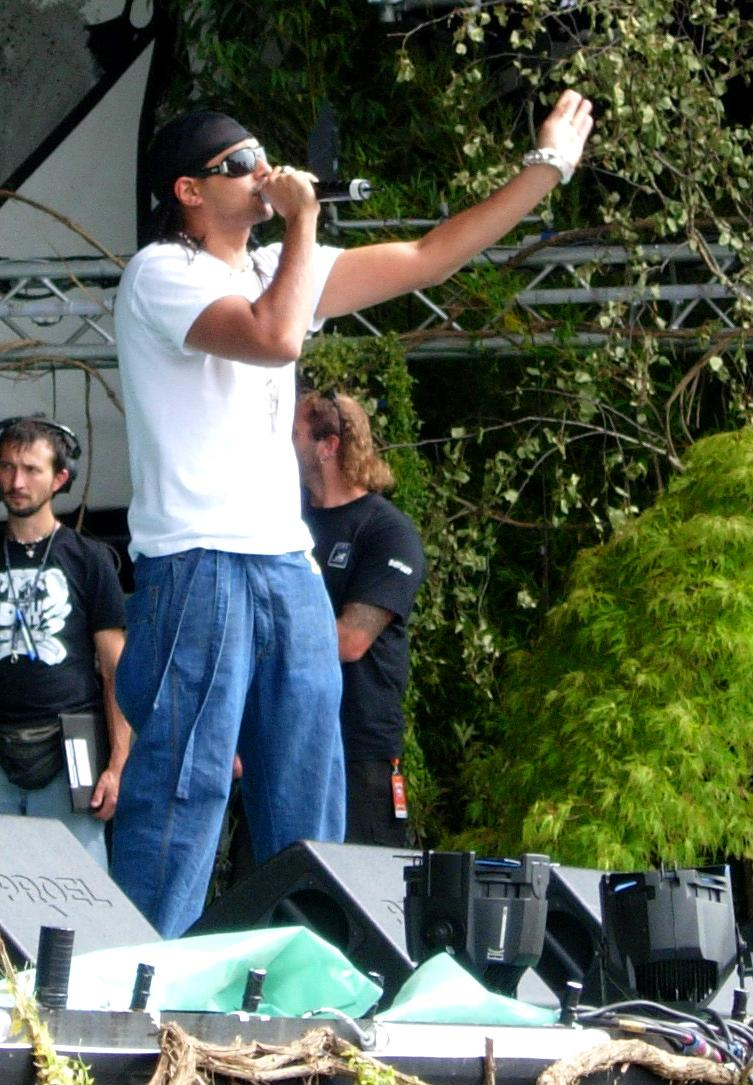
Sean Paul

Manapság Jamaicában az olyan új stílusok, mint a dancehall vagy a ragga sokkal népszerűbbek. Ezek a stílusok keverik a dub technikáit, a reggae hangszereit, továbbá a hiphop, a drum and bass, és más stílusok különféle elemeit is. Ebben a stílusban alkottak olyan művészek is, mint U-Roy és Dillinger, aki zenéjével az egész világra hatással volt, mert a jamaicai DJ Kool Herc is felhasználta, amikor létrehozott egy új stílust, amiből később a hiphop és a rap nőtt ki. Jamaicában a DJ szó MC-t jelent vagy rappert, amíg az Egyesült Államokban a DJ az, aki kiválasztja a zenét. Ezért amit Jamaicában úgy hívnak hogy dee jaying, toasting vagy chatting, azt a világ többi részén rappelésnek mondják. Napjaink legismertebb jamaicai reggae-dancehall énekese Sean Paul, aki az egész világgal megismertette a modern jamaicai ritmusokat, és szintén ő az a jamaicai előadó, aki Bob Marley után huzamosabb ideje tudja a slágerlisták élén tartani magát.

## Roots
Roots-nak, azaz "gyökereknek" hívják a kifejezetten rasztafári reggae-zenét. Ez a spirituális fajtája a zenének, aminek szövege gyakran dicsőíti Jah-t (Istent). A szövegben gyakran szerepel a "Rastafári" felkiáltás vagyis
"Prince Tafari", ami Haile Selassie etióp uralkodó eredeti neve. A rasztafári vallásban ő szimbolizálja a megtestesült istent.
Visszatérő témák a szövegekben a szegénység, és a tiltakozás a kormány elnyomása ellen. A roots reggae fénykorát a kései 1970-es években élte, olyan előadókkal, mint Bob Marley, Johnny Clarke, Horace Andy, Barrington Levy és Lincoln Thompson, valamint olyan producerek segítségével, mint Lee "Scratch" Perry, King Tubby és Coxsone Dodd. A producerek kísérletezőkedvének gyakran határt szabtak a technikai korlátok, de így született meg a dub zene. Egyes zenetörténészek szerint a dub zene szerepet játszott az elektronikus zene fejlődésében.
A roots reggae fontos szerepet játszott Jamaica kultúrájában, és amíg a reggae többi változatát felváltották a népszerűbb irányzatok, addig a roots reggae elfoglalt helye nem változott, és kicsi, de egyre növekvő hallgatóságra talált világszerte.

## Társadalmi témák
A reggae egyik fő témája a társadalom szabadsága. Mind politikai, mind vallási szempontból.
Politikai ébredés
A zene megkísérli a hallgatóság figyelmét felhívni a politikai öntudatra.
| (angolul) "The American dream Is not what it seem. Why do you slumber? " | (magyarul)„Az amerikai álom Nem az aminek látszik. Miért alszol? ” |
| – (Jimmy Cliff, "American Dream", 1983)                                  |                                                                    |

Alternatívák az ortodox vallási dogmára
| (angolul) „Most people think Great God will come from the sky Take away everything And make everybody feel high But if you know what life is worth You would look for yours on earth And now-a you seen the light You stand up for your right. ” | (magyarul)„A legtöbb ember azt gondolja Az isten az égből fog jönni / Isten majd eljön az égből Tégy félre mindent, hogy másokat boldoggá tégy / Mindent felemel és mindenkit édes kábulatba ejt De ha tudod, mit ér az élet / De ha tudnád, mit ér az élet A tieidet keresed a földön / A földön a tieidről gondoskodnál És most látod a fényt / És most, hogy látod a fényt Felállsz, kiállsz a jogaidért / Kiállsz a jogotokért ” |
| – (Bob Marley, Peter Tosh, "Get Up, Stand Up") | |

Sok dolog elnyomása, különösen a marihuána (ganja) tiltása az, ami fontos kelléke a rasztafári vallásnak. Ez is egy visszatérő téma a zenében.

## Viták
A gyakori utalások a marijuanára sok vita forrását képzik, csakúgy mint a nőgyűlöletről és a homoszexualitásról szóló szövegek.

### Cannabis
A cannabis használatának bemutatása dalszövegekben és az albumborítókon összekapcsolódott a reggae-vel a '70-es évek óta. Bob Marley híres Catch a Fire albumborítója, ami egy hatalmas marihuánás cigarettát szívva ábrázolja, nagyon vitatott téma volt abban az időben. Peter Tosh is gyakran jelent meg marihuánás cigarettával a kezében, és dalaiban is gyakran megjelent a cannabis (például a Legalize It (Legalizáld) című számában).

## Lásd még
- Kategória:Reggae-zenészek
- Kategória:Reggae-albumok

## Reggae-zenei fesztiválok
- Reggae Sunsplash, Ocho Rios, Jamaica
- Reggae Sumfest, Montego Bay, Jamaica
- Caribana, Toronto, Kanada
- Notting Hill-i karnevál, London, UK
- Uppsala Reggae Festival, Svédország
- RealBeat Festival, Tocnik, Csehország
- Uprising Reggae Festival, Zlate Piesky, Szlovákia
- Ostroda Reggae Festival, Ostroda, Lengyelország
- Soča Reggae Riversplash, Tolmin, Szlovénia
- Reggae On The River, Kalifornia, USA
- Summerjam, Köln, Németország
- Chiemsee Reggae Summer, Chiemsee, Németország
- Couleur Café, Brüsszel, Belgium
- Reggae Geel, Geel, Belgium
- The People's Festival, Wilmington, Delaware, USA
- MarleyFest, Austin, Texas, USA
- LB27 Reggae Camp, Magyarország, Cegléd – a Ladánybene 27 (Magyarország legsikeresebb reggae-együttese) és a One Drop Promotions által szervezett fesztivál

## Bibliográfia
- Manuel, Peter, with Kenneth Bilby and Michael Largey. Caribbean Currents: Caribbean Music from Rumba to Reggae (2nd edition). Temple University Press, 2006. ISBN 1-59213-463-7
- O'Brien, Kevin & Chen, Wayne. Reggae Routes: The Story of Jamaican Music. Ian Randle Publishers (1998). ISBN 976-8100-67-2
- Larkin, Colin (ed.). The Virgin Encyclopedia of Reggae. Virgin (1998). ISBN 0-7535-0242-9
- Barrow, Steve & Dalton, Peter. The Rough Guide to R.62036 publisher=Rough Guides (2004 for the 3rd edition). ISBN 1-84353-329-4
- Morrow, Chris. Stir It Up: Reggae Cover Art. Thames & Hudson (1999). ISBN 0-500-28154-8
- Jahn, Brian & Weber, Tom. Reggae Island: Jamaican Music in the Digital Age. Da Capo Press (1998). ISBN 0-306-80853-6
- Hurford, Ray (ed.). More Axe. Erikoispaino Oy (1987). ISBN 951-99841-4-3
- Potash, Chris (ed.). Reggae, Rasta, Revolution: Jamaican Music from Ska to Dub. Schirmer Books (1997). ISBN 0-8256-7212-0
- Baek, Henrik & Hedegard, Hans. Dancehall Explosion, Reggae Music Into the Next Millennium. Samler Borsen Publishing, Denmark (1999). ISBN 87-981684-3-6
- Katz, David. People Funny Boy: The Genius of Lee Scratch Perry. Payback Press, UK (2000). ISBN 0-86241-854-2
- Lesser, Beth. King Jammy's. ECW Press (2002). ISBN 1-55022-525-1
- Stolzoff, Norman C.. Wake The Town And Tell The People. Duke University Press, USA (2000). ISBN 0-8223-2514-4
- Davis, Stephen & Simon, Peter. Reggae Bloodlines: In Search of the Music and Culture of Jamaica. Da Capo Press (1979). ISBN 0-306-80496-4
- Katz, David. Solid Foundation – An Oral history of Reggae. Bloomsburry, UK (2003). ISBN 1-58234-143-5
- de Koningh, Michael & Cane-Honeysett, Laurence. Young Gifted and Black – The Story of Trojan Records. Sanctuary Publishing, UK (2003). ISBN 1-86074-464-8
- de Koeningh, Michael & Griffiths, Marc. Tighten Up – The History of Reggae in the UK. Sanctuary Publishing, UK (2003). ISBN 1-86074-559-8
- Bradley, Lloyd. When Reggae Was King. Penguin Books Ltd, UK (2001). ISBN 0-14-023763-1